# الفاتح (إسطنبول)

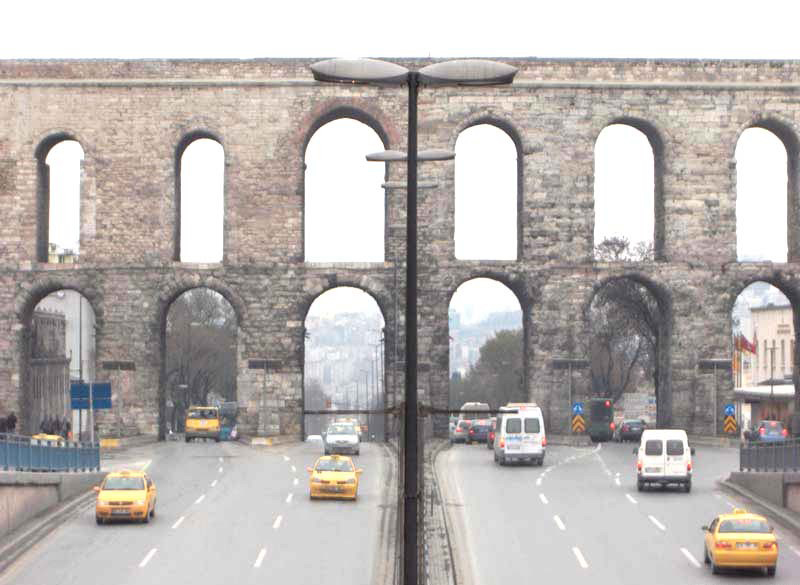
قناطر فالنس في الفاتح

الفاتح هي بلدية ومديرية في إسطنبول بتركيا تمثل معظم شبه الجزيرة القسطنطينية التاريخية. وفي سنة 2009 ضُمّت مديرية إمينونو إلى مديرية الفاتح، وكانت بلدية منفصلة تقع في رأس شبه الجزيرة. يتاخم الفاتح القرن الذهبي شمالاً وبحر مرمرة جنوبًا، في حين أن حدود الفاتح الغربية محددة بأسوار القسطنطينية (سور ثيودوسيوس). عمدة بلدية الفاتح (2014 م) مصطفى دمير من حزب العدالة والتنمية.

### العصر البيزنطي

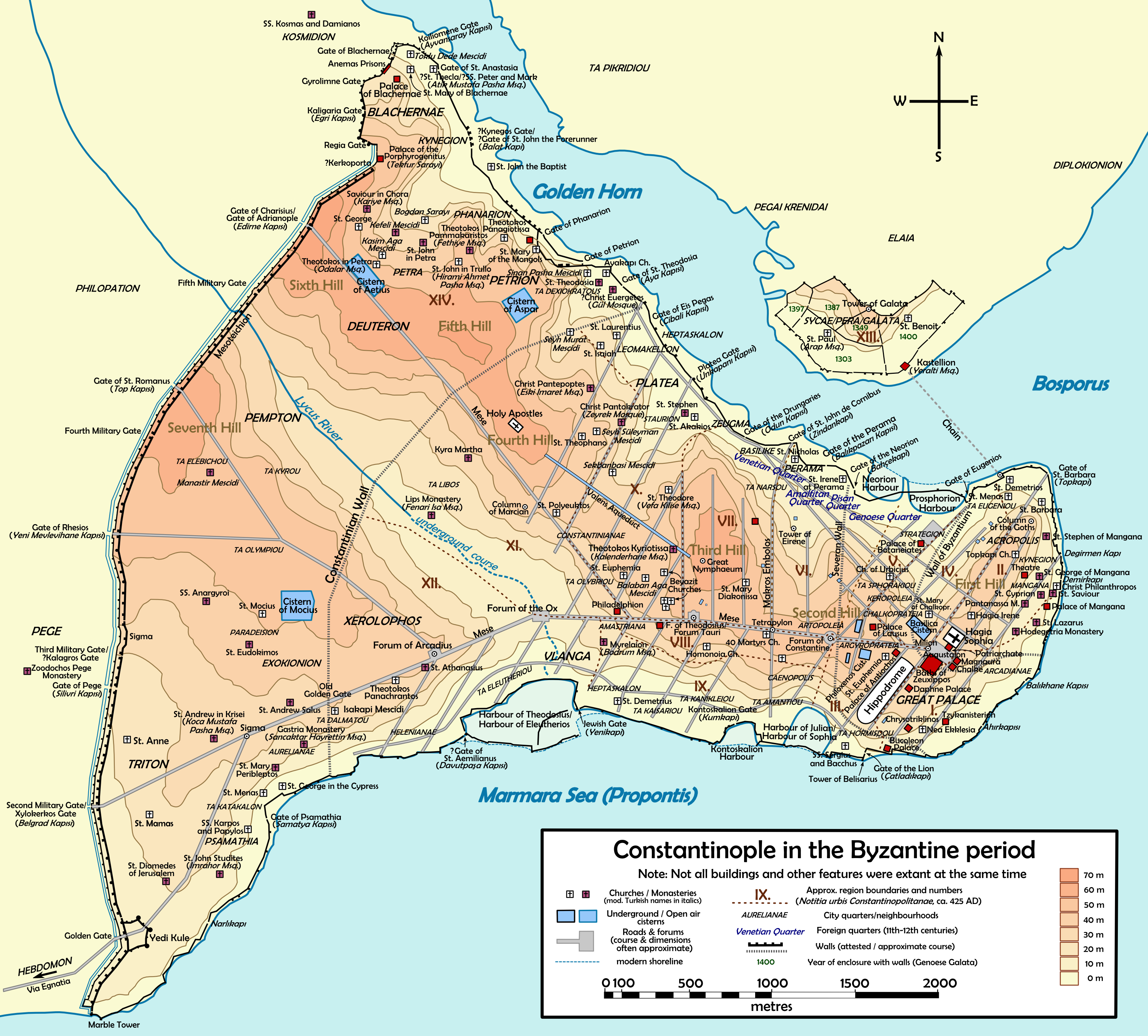
خريطة المدينة في العصر البيزنطي

### العصر العثماني

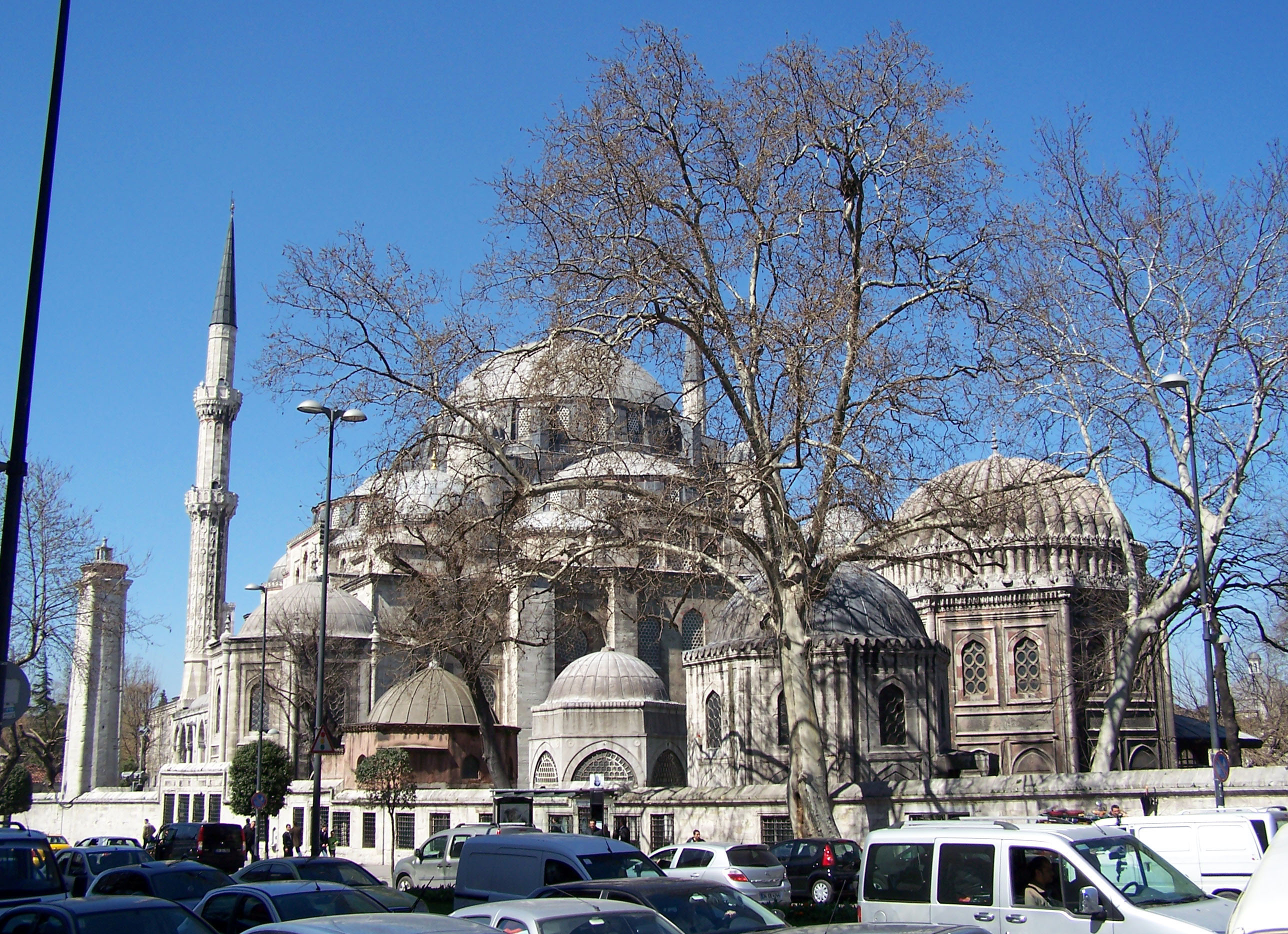
جامع شاه زاده

## الفاتح اليوم

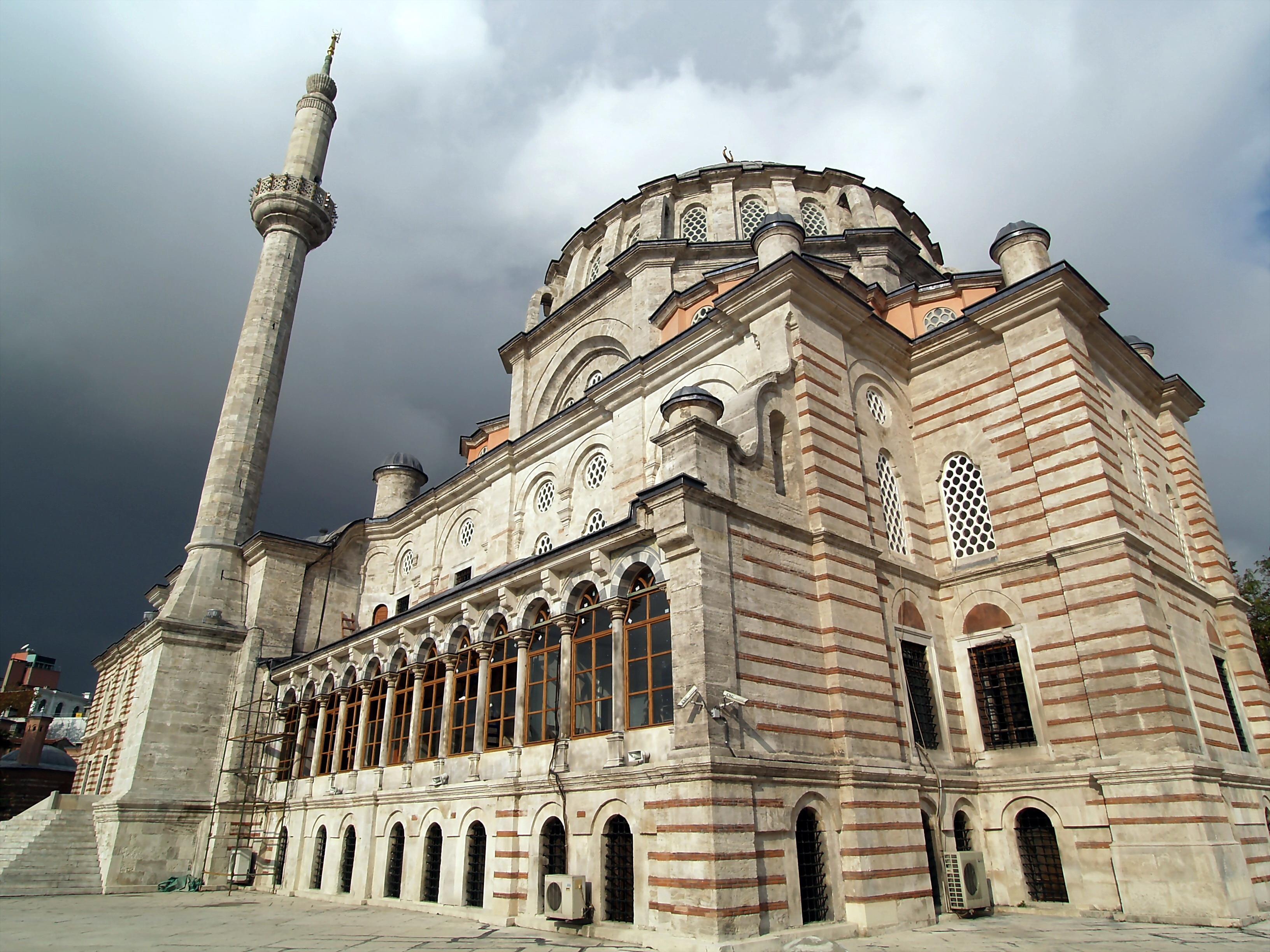
جامع لاله لي

تضم الفاتح في الوقت الحاضر مناطق آق سراي، فندق زاد، شابا، جادة فاتان. وهي الأكثر عالمية من الصورة المحافظة التي تتمتع بها المديرية في نظر كثير من الناس (لأن المجتمع الديني لحي تشارشمبا (Çarşamba) يقع داخل المديرية). ومع مديرية أمينونو التي كانت رسميًا منطقة من مديرية الفاتح حتى عام 1928، ومع جدرانه البيزنطية التاريخية، التي غزاها محمد الفاتح، فإن «الفاتح» هو إسطنبول «الحقيقية» من العصور القديمة قبل التوسع الأخير في المدينة التي بدأ في القرن التاسع عشر.
إلى جانب جامعة خليج (Haliç University أي جامعة القرن الذهبي) وجامعة قادر خاص يوجد حرمان لكليتي طب مختلفتين يتبعان لجامعة إسطنبول (هما كلية شابا للطب وكلية جيراه باشا للطب) في الفاتح.
ومنذ 1586 م اتخذت بطريركية القسطنطينية المسكونية المسيحية الأرثوذكسية مقرها في كنيسة القديس جورج في حي فنر في الفاتح.
يوجد في الفاتح العديد من المسارح، ومن مسرح رشاد نوري كنتكين الشهير. وقد حفظت المنطقة جيدًا مع عدد من المدارس والمستشفيات والمرافق العامة. ولأن الفاتح بجوار حي أمينونو فإن هناك فرصة أقل للتسوق منه في المناطق الأخرى، ولكن مايزال هناك محلات على الطرق الرئيسية التي مازالت تحتوي عددًا لا بأس به من الأشجار. والمستشفيات الأعرق في إسطنبول هي في الفاتح، ومنها المستشفيات التعليمية «شابا» و«جيراه باشا» التابعان لجامعة إسطنبول، ومستشفى هاسكي العام، ومستشفى ساماتيا العام، ومستشفى فاكف غوريبا العام. ويسير الترام من السيركجي عبر حي السلطان أحمد وصولاً إلى أكساراي وهي جزء من الفاتح.

## المناخ

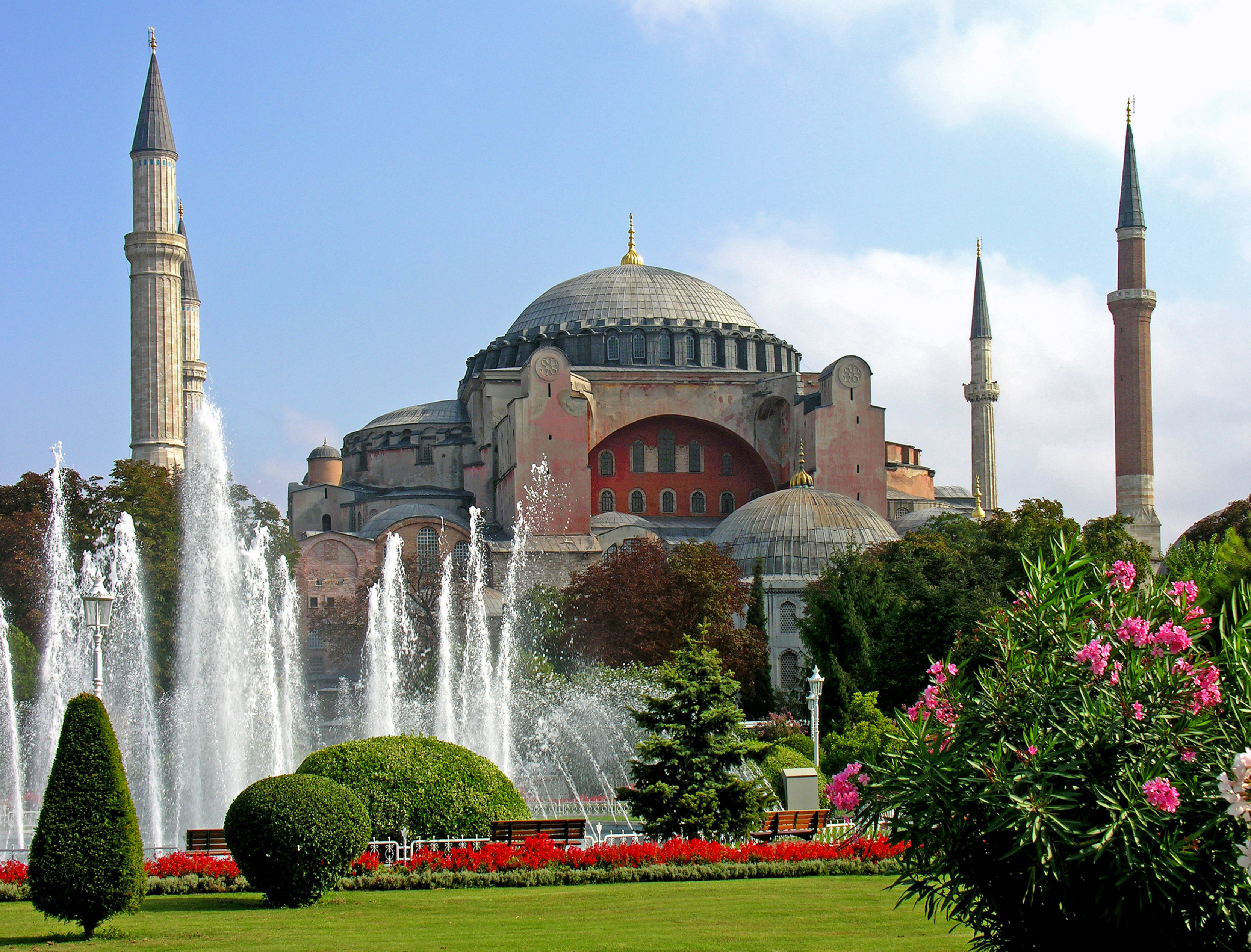
آيا صوفيا، الفاتح

تتميز الفاتح بمناخ نموذجي جنوبي، مناخ البحر الأبيض المتوسط (Csa،Cs) وفقًا لتصنيفات مناخي كوبن وتريوارثا، مع شتاء بارد وصيف دافئ إلى حار.
| البيانات المناخية لـلفاتح         | البيانات المناخية لـلفاتح | البيانات المناخية لـلفاتح | البيانات المناخية لـلفاتح | البيانات المناخية لـلفاتح | البيانات المناخية لـلفاتح | البيانات المناخية لـلفاتح | البيانات المناخية لـلفاتح | البيانات المناخية لـلفاتح | البيانات المناخية لـلفاتح | البيانات المناخية لـلفاتح | البيانات المناخية لـلفاتح | البيانات المناخية لـلفاتح | البيانات المناخية لـلفاتح |
| الشهر                             | يناير                     | فبراير                    | مارس                      | أبريل                     | مايو                      | يونيو                     | يوليو                     | أغسطس                     | سبتمبر                    | أكتوبر                    | نوفمبر                    | ديسمبر                    | المعدل السنوي             |
| --------------------------------- | ------------------------- | ------------------------- | ------------------------- | ------------------------- | ------------------------- | ------------------------- | ------------------------- | ------------------------- | ------------------------- | ------------------------- | ------------------------- | ------------------------- | ------------------------- |
| متوسط درجة الحرارة الكبرى °م (°ف) | 8.6 (47.5)                | 8.7 (47.7)                | 10.7 (51.3)               | 15.8 (60.4)               | 20.6 (69.1)               | 25.3 (77.5)               | 27.6 (81.7)               | 27.4 (81.3)               | 24.2 (75.6)               | 19.4 (66.9)               | 15.0 (59.0)               | 11.0 (51.8)               | 17.9 (64.1)               |
| المتوسط اليومي °م (°ف)            | 5.9 (42.6)                | 5.9 (42.6)                | 7.3 (45.1)                | 11.6 (52.9)               | 16.2 (61.2)               | 20.7 (69.3)               | 23.2 (73.8)               | 23.2 (73.8)               | 20.0 (68.0)               | 15.8 (60.4)               | 11.7 (53.1)               | 8.3 (46.9)                | 14.2 (57.5)               |
| متوسط درجة الحرارة الصغرى °م (°ف) | 3.1 (37.6)                | 3.0 (37.4)                | 3.9 (39.0)                | 7.4 (45.3)                | 11.8 (53.2)               | 16.0 (60.8)               | 19.1 (66.4)               | 19.3 (66.7)               | 15.7 (60.3)               | 12.1 (53.8)               | 8.4 (47.1)                | 5.5 (41.9)                | 10.4 (50.8)               |
| الهطول مم (إنش)                   | 101 (4.0)                 | 69 (2.7)                  | 70 (2.8)                  | 51 (2.0)                  | 33 (1.3)                  | 31 (1.2)                  | 23 (0.9)                  | 32 (1.3)                  | 46 (1.8)                  | 71 (2.8)                  | 90 (3.5)                  | 122 (4.8)                 | 739 (29.1)                |
| المصدر:                           |                           |                           |                           |                           |                           |                           |                           |                           |                           |                           |                           |                           |                           |

## بعض أجزاء الفاتح
- فاتح - المنطقة المركزية حول المسجد نفسه.
- هورهور - الشارع المتسلق بحدة من أكسراي إلى الشارع الرئيسي في الفاتح. وفيه بعض مباني الجامعة، وبعض مطاعم الكباب المعروفة.
- آق سراي.
- لاليلي (Laleli).
- يني قابي (الباب الجديد) - منطقة مهمة من الفاتح فيها الميناء الرئيسي للعبارات في إسطنبول.
- فينديك زاده.
- تشارشمبا (Çarşamba).
- شهرميني.
- قره جمرك (Karagümrük)- حي الطبقة العاملة.
- فيستيكاغاجي (Fistikagacı) - تقع تقريبًا بين الفاتح والمنطقة المزدحمة سكنيًا كوجا مصطفى باشا (بالقرب من شاطئ مرمرة)، مكتظة بطلاب جامعة إسطنبول.
- جادة وطن - الطريق الرئيسي في الفاتح، يخرج من المدينة القديمة إلى محطة الحافلات في إيسنلر (Esenler) وإلى الطرق السريعة إلى أوروبا. وهي مكان مقر الشرطة المركزي في إسطنبول (وهي التي تصدر أيضا تراخيص إقامة للأجانب).
- بلاط (Balat) - حي الفاتح على ضفاف القرن الذهبي. كانت سابقًا مركزًا للسكان اليهود في إسطنبول. وقد وضعت في قائمة اليونسكو كموقع للتراث العالمي.
- فنار - كثيرًا ما يختلط الأنر مع بلاط لأنها بجانب بعضهما البعض. تقع البطريركية المسكونية هنا. وكانت في السابق أحد المراكز الرئيسية للسكان اليونانيين في إسطنبول، والمعروفة باسم يونان الفنار.
- سولوكوليه (Sulukule) - منطقة يسكنها الغجر، بالقرب جادة وطن، تشتهر بالموسيقيين المتجولين والراقصات.
- ساماتيا (Samatya) - هي أيضًا حي بجالية يونانية كبيرة سابقًا. يقع هنا واحد من أسواق السمك الكبيرة في إسطنبول.

إمينونو جزء من الفاتح فيه العديد من المساجد والمباني التاريخية، والعديد من المعالم الأكثر شهرة في إسطنبول. التطورات الأخيرة قد حسنت بشكل كبير إمينونو والعديد من الشوارع المتعرجة قد طُورت وحُسنت، وبدأت الكثير من المشاريع في إصلاح مساجد إمينونو.
- السلطان أحمد - الذي يحتوي على قصر توبكابي (الباب العالي) ومسجد آيا صوفيا وجامع السلطان أحمد (المسجد الأزرق) وآيا إيريني إضافة إلى حوالي ألف معلم آخر بهندسته المعمارية المتميزة.
- السليمانية أو مسجد سليمان القانوني مسجد عظيم.
- يني جامع (المسجد الجديد) - المسجد الذي يهيمن على الواجهة البحرية لجسر غالاتا. ويوجد مساحة مفتوحة واسعة أمامها تطعم الناس فيها الحمام.
- البازار الكبير هو من أكبر وأقدم البازارات في العالم.
- سوق مصر ليس كبيرًا بقدر البازار الكبير ولكنه بجوار الشاطئ، بجانب يني جامع.
- جامع صقللي محمد باشا - في منطقة كاديرغا.

## معرض صور

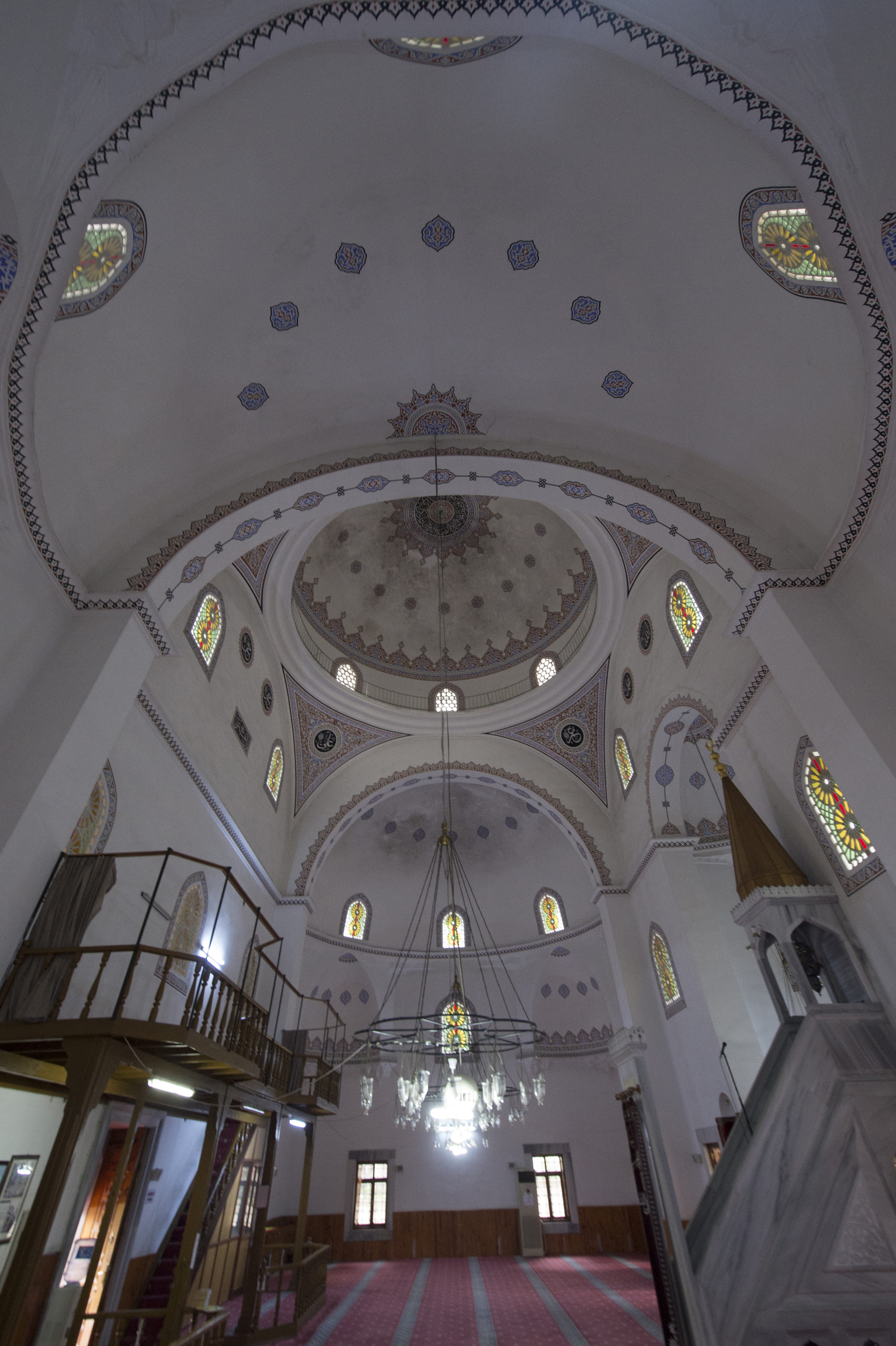
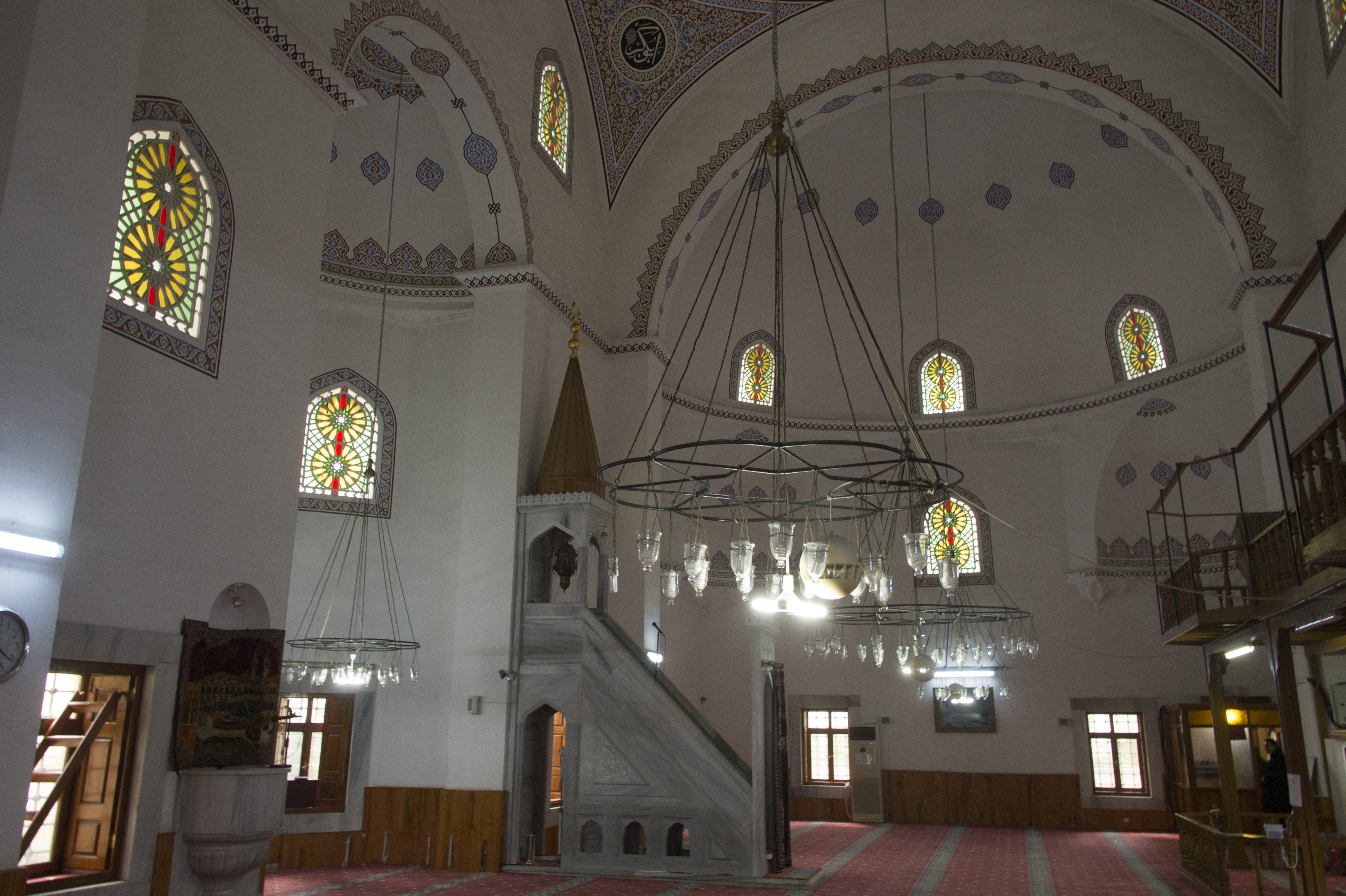
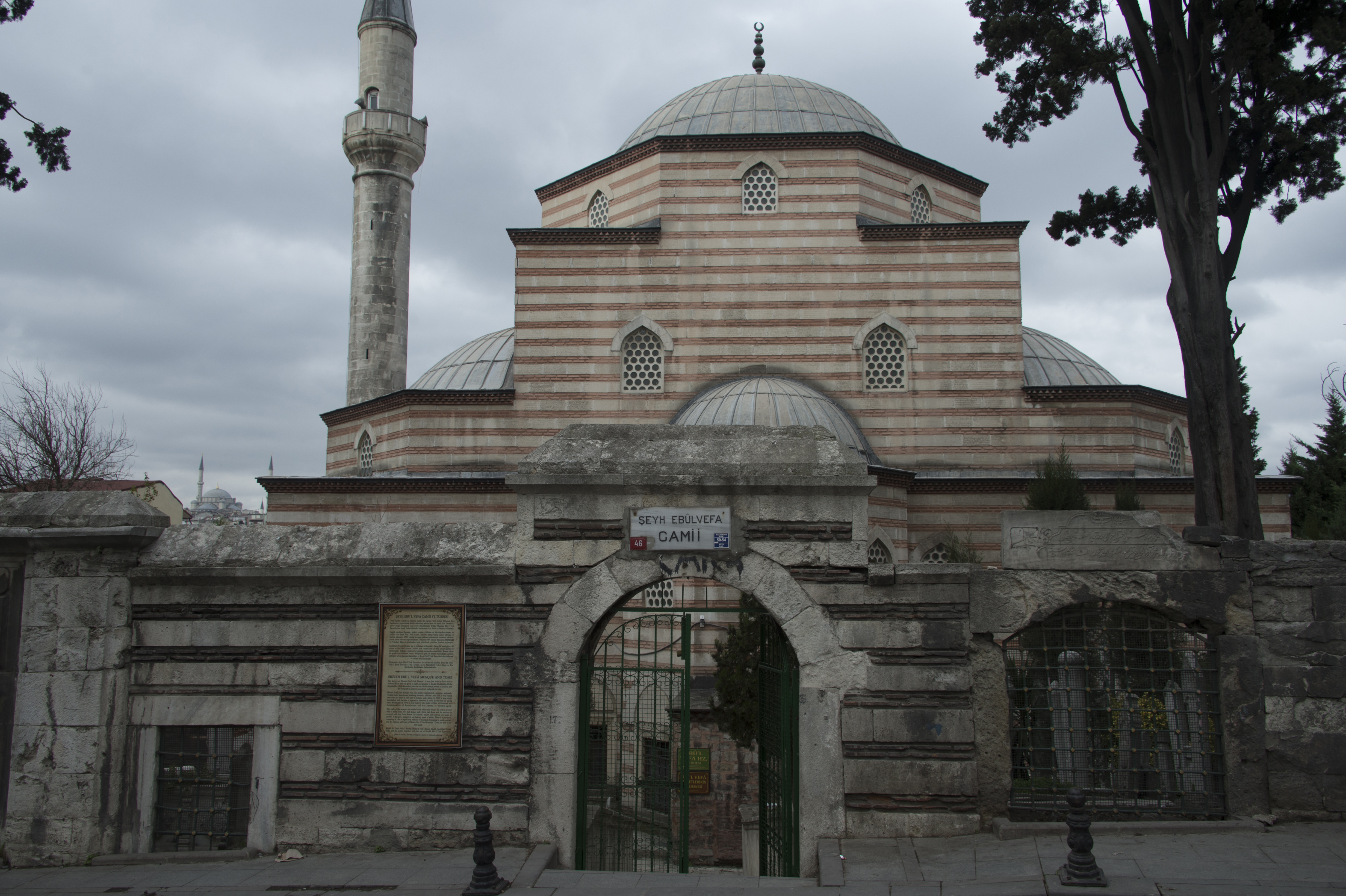